# Dolan Springs
Dolan Springs is een plaats (census-designated place) in de Amerikaanse staat Arizona, en valt bestuurlijk gezien onder Mohave County.

## Demografie
Bij de volkstelling in 2000 werd het aantal inwoners vastgesteld op 1867.

## Geografie
Volgens het United States Census Bureau beslaat de plaats een oppervlakte van
74,1 km², geheel bestaande uit land. Dolan Springs ligt op ongeveer 1026 m boven zeeniveau.

## Plaatsen in de nabije omgeving
De onderstaande figuur toont nabijgelegen plaatsen in een straal van 64 km rond Dolan Springs.